# Marc Arnold (Fußballspieler)
Marc Arnold (* 19. September 1970 in Johannesburg, Südafrika) ist ein ehemaliger deutsch-südafrikanischer Fußballspieler und heutiger Funktionär.

## Karriere als Spieler
Arnold begann seine Karriere beim Ratinger Verein Rot-Weiß Lintorf in der F-Jugend. Später durchlief er die Jugendmannschaften der Stuttgarter Kickers, für die er 1990 erstmals in der 2. Bundesliga eingesetzt wurde.
Am 2. März 1991 wird der damals 20-jährige in der Zweitliga Partie gegen Braunschweig in der Halbzeit eingewechselt.
Seine mit Abstand erfolgreichste Saison als Torschütze verbrachte Arnold in der Spielzeit 1993/94 in der damals noch drittklassigen Oberliga Baden-Württemberg beim SSV Ulm 1846, mit dem er Oberligameister wurde, in der Aufstiegsrunde zur 2. Bundesliga aber knapp scheiterte. In 34 Oberligaspielen dieser Saison für die Ulmer erzielte Arnold 24 Treffer.
Zur Saison 1994/95 wechselte Arnold aus Ulm zu Borussia Dortmund, mit der er deutscher Meister wurde. Sein erstes Tor in der Bundesliga erzielte er im November 1997 für Hertha BSC, zu der er 1995 gewechselt und mit der in der Saison 1996/97 in die Bundesliga aufgestiegen war.
Nach Abstechern beim Karlsruher SC, LR Ahlen und Eintracht Braunschweig wechselte Arnold zur Saison 2005/06 zum KSV Hessen Kassel in die Oberliga Hessen. Mit dem KSV stieg er in die Regionalliga Süd auf und beendete dort zum Saisonende 2007 seine aktive Karriere.
Der in Johannesburg geborene Arnold wurde vor der Fußball-WM 1998 vom südafrikanischen Fußballverband in den vorläufigen 24-Mann-Kader berufen. Er hatte zu dem Zeitpunkt nur einen deutschen Pass, sollte aber kurzfristig eingebürgert werden und hatte den Antrag bereits unterschrieben. Letztlich wurde er jedoch noch als einer von zwei Spielern aus dem Kader aussortiert. Auch nach dem Turnier machte er kein Länderspiel für Südafrika.

## Karriere als Funktionär
Nach seinem Karriereende war Arnold zunächst als Manager von Hessen Kassel tätig, bis er Anfang Juni 2008 als sportlicher Leiter zu Eintracht Braunschweig ging. Während seiner Tätigkeit stieg die Eintracht 2011 in die zweite und 2013 in die erste Bundesliga auf. Unter seiner Führung als sportlicher Leiter setzte man auf personelle Kontinuität und einen Konsolidierungs- und Sparkurs, der auch dazu führte, dass der Verein dazu überging meist talentierte junge Spieler aus unteren Ligen holte; man verpflichtete größtenteils ablösefreie Spieler. Der Rekordtransfer in seinen ersten fünf Jahren war Ermin Bičakčić vom VfB Stuttgart II, den sich die Eintracht 100.000 Euro kosten ließ. Nach dem Erstliga-Aufstieg wurde sein Vertrag vorzeitig um drei Jahre bis 2017 verlängert. Am 29. August 2018 wurde Arnold nach 10 Jahren im Amt bei Eintracht Braunschweig von seinen Aufgaben freigestellt. Am 1. März 2021 trat er sein Amt als Vorstand Sport beim Nordost-Regionalligisten Chemnitzer FC an, wo er einen langfristigen Vertrag unterschrieb.

## Erfolge
- Deutscher Meister mit Borussia Dortmund 1994/95
- Aufstieg mit Hertha BSC 1997 in die 1. Bundesliga
- Aufstieg mit KSV Hessen Kassel 2006 in die Regionalliga Süd
- Aufstieg mit Eintracht Braunschweig 2013 in die 1. Bundesliga